# A Willoughby testvérek kalandjai (film)
A Willoughby testvérek kalandjai (eredeti cím: The Willoughbys) 2020-ban bemutatott amerikai-kanadai számítógépes animációs filmvígjáték, melyet Kris Pearn rendezett. A film Lois Lowry azonos című könyve alapján készült. A szinkronhangok Will Forte, Maya Rudolph, Alessia Cara, Terry Crews, Martin Short, Jane Krakowski, Seán Cullen és Ricky Gervais, aki a film narrátora is.
A filmet 2020. április 22-én mutatta be a Netflix, a kritikusok elismerően fogadták megjelenésekor.

## Cselekmény
Egy sikátor macskája a Willoughby család történetét meséli el, amely egykoron nemzedékeken át kalandvágyó és szerető család volt. A mai Mr. és Mrs. Willoughby túlságosan szerelmesek egymásba ahhoz, hogy négy gyermekükkel törődjenek: a legidősebb fiúval, Timmel, aki igyekszik távol tartani testvéreit a bajtól; a középső lány, Jane, akinek gyönyörű énekét elhallgattatják a szülei; és a szellemes, de „hátborzongató” ikrekkel, mindkettejüket Barnaby-nak hívják. Miután a testvérek egy elhagyott csecsemőt találnak, szüleik addig üldözik őket a házból, amíg a gyermek nélkül nem térnek vissza. A kisbabát, akit ők „Ruth”-nak neveztek el, egy édességgyár ajtajában hagyják, ahol a tulajdonos, Melanoff őrnagy magához veszi.
Hogy megszabaduljanak elhanyagoló szüleiktől, a testvérek „gyilkos nyaralásra” küldik őket egy vulkánokról, medvékről és egyéb veszélyekről szóló utazási prospektussal.
Miközben a gyerekek a szabadságukat ünneplik, megérkezik a szüleik által felbérelt dadus, aki mindenkit megnyer magának, kivéve Timet. Ruthról értesülve a dadus elviszi a gyerekeket Melanoff gyárába. Miután megmentetik Ruthot a futószalagról, a dadus rájön, hogy a lány biztonságban van a szerető Melanoffnál.
Mr és Mrs Willoughby, miután folyamatos vakszerencséjüknek köszönhetően túlélik a különböző veszélyeket, és mivel nincs pénzük az útjuk folytatására, eladják a házukat az interneten. Mr Willoughby hangüzenetben tájékoztatja a dadust, amit Tim kihallgat. Mivel Tim azt hiszi, hogy a dadus összejátszik a szüleivel, „rossz dadaként” feljelenti őt a baljós árvaszolgálatnál.
Amikor szüleik ingatlanügynöke nyílt napot rendez a potenciális vevőknek, a testvérek csapdákkal riasztják el őket. A dadus elijeszti az utolsó családot is, meggyőzve Timet, hogy jót akar, de megérkezik az árvaszolgálat Tim  bejelentésére. A vezető ügynök felismeri a dadát, mint Lindát, aki árva volt, és soha nem talált olyan családot, amelyiknek szüksége lett volna rá. Amikor megtudja, hogy Tim felhívta az Árvaszolgálatot, Linda sírva távozik, Jane pedig dühösen feljelenti Timet, miközben a testvéreket külön nevelőszülőkhöz viszik. Tim továbbra is menekül nevelőcsaládjai elől, amikor rájön, hogy a Willoughby-kastélyt lerombolták, és őt az Árvaellátó Központba zárják. A macska megtalálja Lindát, elhozza neki Tim sisakját, és ez meggyőzi őt, hogy szerezze vissza a gyerekeket.
Kicsempészi Timet az árvaházból, és felveszi a testvéreket, Tim pedig bocsánatot kér Jane-től. Javasolja, hogy keressék meg a szüleiket, hogy az Árvaszolgálat békén hagyja őket.
Linda és a testvérek Melanoff segítségét kérik, így megépítenek egy cukorkaüzemű léghajót, hogy elutazhassanak „Sweetzerlündbe”, ahol a szüleik éppen megmásszák a „Kibírhatatlan Alpokat”. A testvérek Linda, Melanoff és Ruth nélkül repülnek, és megérkeznek Sweetzerlündbe. Követik anyjuk fonalának nyomát a hegy tetejére, ahol majdnem halálra fagyva találják szüleiket. A testvérek megmentik őket, bevallják, hogy ők küldték őket ezekre a veszélyes helyekre, de remélik, hogy újra egy család lehetnek. Azonban Mr. és Mrs. Willoughby magukra hagyja gyermekeit, és a tőlük megszokott önző módon elviszik a léghajót, de az irányíthatatlanná válik és lezuhan.
A testvérek Jane éneke közben készülnek megadni magukat a megfagyásnak, de Ruth, Linda és Melanoff Jane éneke nyomán rájuk találnak és megmentik őket.
Linda és Melanoff örökbe fogadják Ruthot és a Willoughby-gyerekeket, és mindannyian egy szerető családként élnek tovább az édességgyárban.
Mr. és Mrs. Willoughby túlélik a léghajó lezuhanását is, a tengerben lebegnek, és feltehetően egy cápa eszi meg őket. Egy utólagos jelenetben a macska még a nézők figyelmét is észrevéve megtörli magát.

## Szereplők
- Will Forte – Tim Willoughby, a film főszereplője, ő a Willoughby család legidősebb és legértelmesebb fia.
- Maya Rudolph – Linda, más néven A dadus, egy különc bébiszitter, aki a gyerekekre vigyáz. Róla is kiderül, hogy árva.
- Alessia Cara – Jane Willoughby, Willoughbyék vidám középső gyermeke, akinek szenvedélye az éneklés.
- Terry Crews – Melanoff parancsnok, egy édességgyár vidám, de magányos tulajdonosa.
- Martin Short – Walter "Apa" Willoughby, Willoughbyék bántalmazó apja, akinek hobbija a hajók palackokba tétele.
- Jane Krakowski – Helga "Anya" Willoughby, Willoughbyék erőszakos anyja, akinek hobbija a kötögetés.
- Seán Cullen – Barnaby A és Barnaby B Willoughby, a "hátborzongató" ikerfiúk és Willoughbyék legkisebb gyermekei.
- Ricky Gervais – A macska, egy beszélő kék cirmos macska, a film narrátora.
- Colleen Wheeler – Alice Vernakov, az árvaszolgálat ügynöke.
- Nancy Robinson – Irene Holmes
- Kris Pearn – Spoons McGee

## Számlista
Az összes szám szerzője Mark Mothersbaugh.
| 1.    | The Willoughbys                                  | 1:36 |
| 2.    | Main Title                                       | 1:16 |
| 3.    | The Willoughby Boogie                            | 1:06 |
| 4.    | Stealing Food                                    | 2:43 |
| 5.    | It Was A Dark And Stormy Night                   | 2:19 |
| 6.    | The Willoughby Boogie Reprise                    | 0:55 |
| 7.    | Here Beastie Beastie                             | 1:27 |
| 8.    | Melanoff's Magnificent Mustache                  | 2:35 |
| 9.    | Brochure Montage                                 | 1:33 |
| 10.   | The Warmest Glove/Parents Depart                 | 2:08 |
| 11.   | We Are Orphans                                   | 0:52 |
| 12.   | Nanny's Arrival                                  | 2:05 |
| 13.   | Man Of The House                                 | 0:48 |
| 14.   | You Disrespect My Oats                           | 1:28 |
| 15.   | Melanoff's Factory                               | 2:15 |
| 16.   | I Want Her To Stay                               | 2:36 |
| 17.   | Parents Are Still Alive                          | 1:28 |
| 18.   | We Unite As Willoughbys                          | 2:12 |
| 19.   | The Perfect Family                               | 1:26 |
| 20.   | Willoughby Beast                                 | 1:38 |
| 21.   | I'm Bustin You Out                               | 4:01 |
| 22.   | Escape                                           | 1:44 |
| 23.   | Chase/Rainbow Zeppelin                           | 4:56 |
| 24.   | Follow The Yarn                                  | 3:03 |
| 25.   | Defrosting The Parents/We're All Going to Freeze | 3:22 |
| 26.   | The New Family                                   | 2:39 |
| 27.   | Meat Mustache/Shark                              | 1:22 |
| 55:33 |                                                  |      |

## Bemutató
A film 2020. április 22-én jelent meg digitálisan a Netflixen. A megjelenés első hónapjában 37 millióan nézték meg otthon.

## Fordítás
- Ez a szócikk részben vagy egészben  a   The Willoughbys című angol Wikipédia-szócikk fordításán alapul.  Az eredeti cikk szerkesztőit annak laptörténete sorolja fel. Ez a jelzés csupán a megfogalmazás eredetét és a szerzői jogokat jelzi, nem szolgál a cikkben szereplő információk forrásmegjelöléseként.
- Ez a szócikk részben vagy egészben  a   The Willoughbys című spanyol Wikipédia-szócikk fordításán alapul.  Az eredeti cikk szerkesztőit annak laptörténete sorolja fel. Ez a jelzés csupán a megfogalmazás eredetét és a szerzői jogokat jelzi, nem szolgál a cikkben szereplő információk forrásmegjelöléseként.